# Droit d’auteur
Droit d’auteur (wym. [dʁwa d‿o.tœʁ], po fr. prawo autora) – system prawa autorskiego funkcjonujący głównie w państwach Europy kontynentalnej (zob. system prawa kontynentalnego), w tym w Polsce.

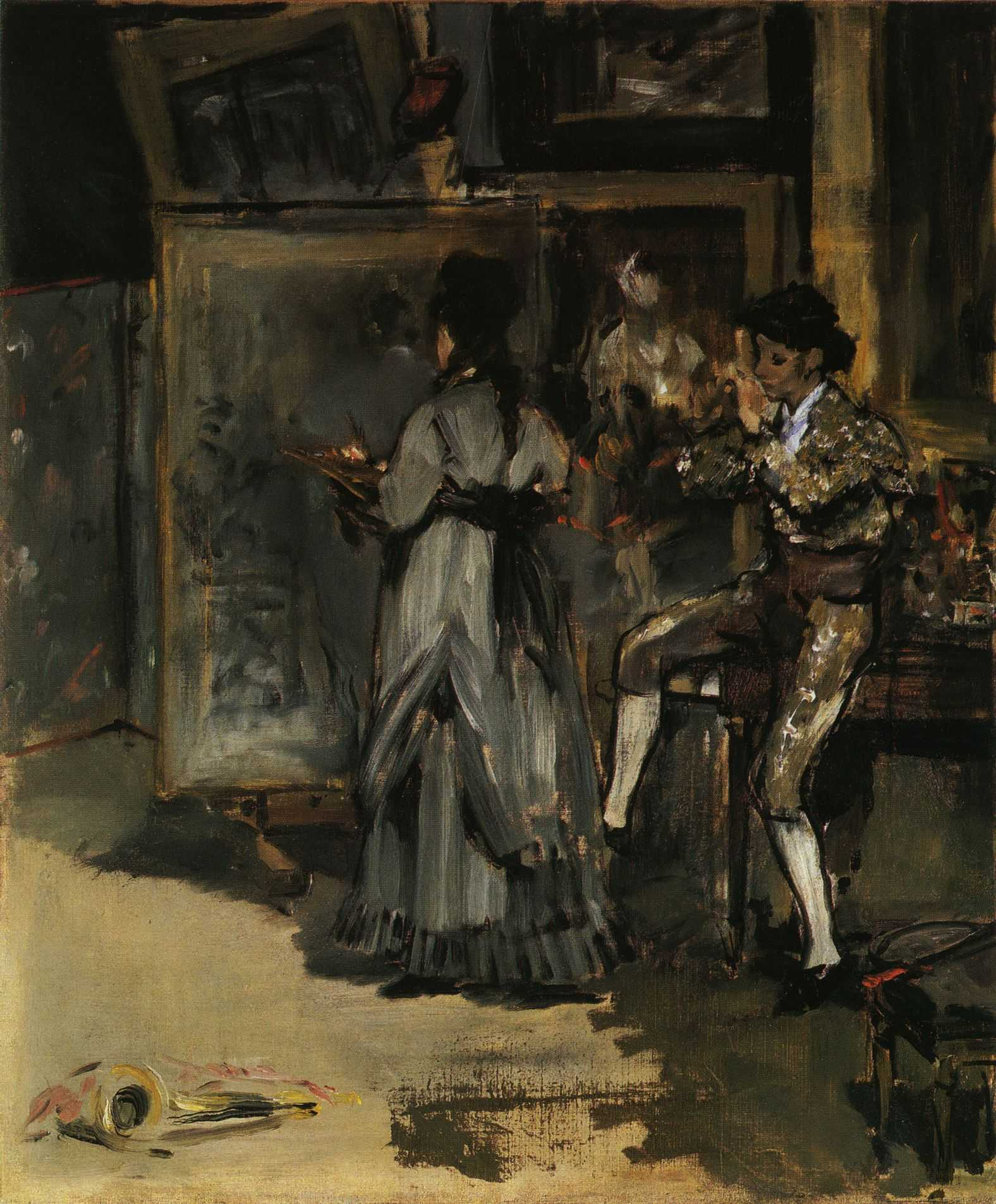
Eva Gonzalès malująca w studiu Édouarda Maneta

Nazwa tego systemu pochodzi od treści francuskich ustaw: z 13 (19) stycznia 1791 o przedstawieniach oraz z 19 (24) lipca 1793 o własności literackiej i artystycznej. Ustawy te stanowiły, że utwór jest objęty ochroną z chwilą powstania i że ta ochrona jest naturalnym prawem autora.
W odróżnieniu od systemu copyright, system droit d’auteur obejmuje autorskie prawa osobiste i majątkowe. Podkreśla się, że prawo autorskie mniej służy społeczeństwu (rozwojowi kultury, nauki), a bardziej ochronie interesów twórcy. W systemie droit d’auteur wykształciły się dwa modele: dualistyczny (w którym autorskie prawa osobiste i majątkowe są wyraźnie wydzielone) i monistyczny (w którym nie są). Model dualistyczny obowiązuje m.in. w krajach Europy łacińskiej i Polsce, a monistyczny – w Niemczech (Urheberrecht).
Zbiór norm droit d’auteur jest ponadto przeciwstawiany normom zaliczanym do prawa własności przemysłowej (propriété industrielle, gewerbliches Eigentum), a także pojęciu „własność literacka i artystyczna” (propriété littéraire et artistique).